# Іван Курило
Іван Курило (*д/н —після 1669) — український політичний та військовий діяч, кошовий отаман Запорізького війська у 1665 році.

## Життєпис
Про дату і місце народження немає відомостей. Очолював групу козаків, що виступала проти тісного зближення з Московією, засуджував політику гетьмана Івана Брюховецького. Після прибуття до Січі московських загонів на чолі із воєводою Григорієм Косаговим, обраний у лютому кошовий Левко Шкура увійшов з останнім у тісний союз. В цей час Курило очолив більшість незадоволених цим козаків, завдяки чому у березні того ж року Шкуру було позбавлено посади і натомість обрано Івана Курила.
Новий кошовий отаман відразу зіштовхнувся з інтригами Шкури і дружніх йому козаків з Полтавщини, яких дотого ж спонукав до активних дій проти Курила московит Косагов. Косагов зрозумів, що кошовий буде намагатися змусити московські війська залишити межі Січі. В цих непростих обставинах Курилу не вдалося домогтися наведеня порядку серед запорожців та позбавити впливу Шкури й Косагова. Незадоволені таким розгардіяшем козаки влітку позбавили булави Курила, поставивши за кошового Івана Величка-Босовського.
Втім Курило продовжував відстоювати антимосковську позицію. Але стосовно участі в якихось політичних діях дані відсутні. У 1669 році при відсутності кошового отамана Лукаша Мартиновича, Січ намагалися захопити кримські татари. Курила було обрано наказним кошовим отаманом. Завдяки його рішучим діям напад ворога було відбито. Про подальшу долю Курила нічого невідомо.